# نيكولا دوغال
نيكولا دوغال (بالإنجليزية: Nicolas Dougall)‏ هو دراج جنوب أفريقي، ولد في 21 نوفمبر 1992 في هارتفوردشير في المملكة المتحدة.

## وصلات خارجية
- نيكولا دوغال على موقع الاتحاد الدولي للدراجات (الإنجليزية)
- نيكولا دوغال على موقع أرشيف الدراجات (الإنجليزية)
- نيكولا دوغال على موقع إحصائيات الدراجات الإحترافية (الإنجليزية)
- نيكولا دوغال على موقع نسبة الدراجات (الإنجليزية)